# Bandkanon 1
Die Bandkanon 1 (Bkan 1) ist ein schwedisches Geschütz auf Selbstfahrlafette, das von 1967 bis 2003 im schwedischen Heer eingesetzt wurde.

## Geschichte
Entwickelt und produziert wurde das Fahrzeug vom schwedischen Rüstungsbetrieb Bofors AB unter der Bezeichnung artillerikanonvagn 151 (akv 151), das ursprünglich auf dem Chassis des schwedischen KRV-Panzers basieren sollte. Da das KRV-Projekt jedoch abgebrochen wurde, mussten Veränderungen vorgenommen werden, beispielsweise basierte das Fahrwerk nun auf dem des ebenfalls von Bofors produzierten Panzers Stridsvagn 103. Im Jahr 1960 wurde der erste Prototyp gefertigt. Ursprünglich war geplant 70 Fahrzeuge herzustellen, aufgrund von Budgetkürzungen wurden stattdessen nur 26 Bandkanon 1 ausgeliefert. Eingesetzt wurden diese 26 Panzerartilleriefahrzeuge bis 2003.
In den 1960er- und 1970er-Jahren war die Bkan 1 die schwerste im Einsatz befindliche Selbstfahrlafette der Welt. Die Motorisierung war relativ schwach und nicht ausreichend. Der Fahrbereich lag bei passablen 230 km.

## Versionen
Die Panzerhaubitze Bandkanon 1 wurde in zwei Versionen ausgeliefert:
- Bandkanon 1A: Originalversion, auch nur Bandkanon 1
- Bandkanon 1C: In den 1980er-Jahren modifiziert; signifikante Verbesserungen sind ein verbesserter Antriebsstrang und die Einführung des POS-2-Navigationssystem zur Feuerleitung.

## Spezifikationen
| Kaliber                       | Kaliber 155 mm                               |
| Gefechtsgewicht               | 52 Tonnen (Bkan 1A) bzw. 53 Tonnen (Bkan 1C) |
| Maximale Feuerreichweite      | 26.500 m                                     |
| Kadenz (Feuergeschwindigkeit) | 14 Projektile in 45 Sekunden (18 pro Minute) |
| Höhenrichtbereich             | bis +38°                                     |